# 梅沢昌太郎
梅沢 昌太郎（うめざわ しょうたろう、1937年（昭和12年）5月23日 - ）は、日本の商学者・農学者。学位は、博士（農学）。
農業マーケティング研究の第一人者である。
流通経済大学非常勤講師、高千穂大学専任講師→助教授→教授、日本大学商学部教授および日本大学大学院商学研究科教授→客員教授を経て、日本大学商学部および日本大学大学院商学研究科の非常勤講師。

## 来歴
東京都出身。1960年、早稲田大学政治経済学部卒業後、協和ガス化学会社セールスマンや、社団法人日本能率協会経営のコンサルタント、社団法人農協流通研究所調査研究部長を経て、高千穂商科大学助教授→教授に就任。その後、1997年から日本大学商学部教授、日本大学大学院商学研究科教授を経て、2008年3月に定年退職。同年4月から2010年3月まで客員教授を務め、2010年4月から2011年7月まで非常勤講師として勤め、2011年度を以って教職を引退した。
1996年に日本大学より博士（農学）の学位を取得（論文博士）。論文の題は「食品コンセプトの多様化と農産物マーケティングの展開 」。 農学研究者でもあり、これまで流通を主に考えてきた農業経済学や農産物流通に、ミクロ的考えを導入した「農業マーケティング」を導入した最初の人物である。（著書『ミクロ農業マーケティング』、『ザ・テキスト 農業マーケティング』にて。）
井戸大輔（日本大学商学部非常勤講師）、金世煥は弟子である。

## 研究・主張
- 1980年代から生鮮食品の温度帯別流通を主張し、1990年代後半から生鮮食品（perishables）と加工食品（processed food）をさらに細かく分類し、「生鮮的加工食品」（生鮮食品であるが、何らかの加工をされている食品）と「加工的生鮮食品」（加工食品であるが何らかの便益性が付加されている生鮮食品）という用語を作り、提唱している。（『食品のマーケティング』、『ミクロ農業マーケティング』）
- 戦略マーケティングとその具体策であるマーケティング戦略の言葉から、「戦略マーケティング戦略」（=事業戦略を考えるためのマーケティング戦略。）という造語を、著書、執筆論文の中で多数用いている。
- P. コトラーの「デ（ィ）・マーケティング（demarketing）」と意見を少し変えた、「ディスマーケティング（dismarketing）」という造語を用い、「売らないマーケティング」を提唱している。（『ビジネス・モデルの再生―ディスマーケティングを問う―』、『現代商業学』にて。）
- 空想的社会主義（utopian socialism）を肯定的に捉え、「協同組合主義」（cooperatism）を考察し、マネジリアル・マーケティングからディスマーケティングへの変化と、協同組合のビジネス・スタイルを基にした流通業の形態の変化と、流通業へのディスマーケティングの導入を主張している。（『ビジネス・モデルの再生―ディスマーケティングを問う―』、『現代商業学』にて。）

- 農学者として加藤完治を評価している。（『ビジネス・モデルの再生―ディスマーケティングを問う―』にて。）

## 専攻分野
- 商学
- 商業政策
- マーケティング
- 農業マーケティング
- 公共・非営利事業のマーケティング - ソーシャル・マーケティング
- アグロ・フード・マーケティング

## 所属学会
- 日本消費経済学会
- 日本物流学会
- フードサービス学会
- 日本商業学会
- 日本グローバル・マーケティング学会（初代会長(現 名誉学会長)、後任は大江ひろ子(横浜国立大学経営学部経営学科教授)。）

## 社会的活動
- 農林水産省「トレーサビリティ実証委員会」座長（2004年 - 2006年）
- 農林水産省「ユビキタス社会実証」（2004年 - 2008年3月）
- 山形県「山形セレクション」農産物部座長（2005年 - 現職）
- 日本農業新聞「視点」執筆（3か月に1回）
- パルシステム「首都圏コープ商品評価委員会」委員長（初代）。

## 著書
- 『生鮮食品流通』柴田書店、1980年12月1日。
- 『独走キリンビールの決断』評言社、1983年9月。
- 『農協のマーケティング戦略―市場重視の新展開―』日本能率協会、1984年12月。
- 『旭化成ひらめきと執念の多角化戦略―総合化学メーカーの成功哲学―』評言社、1985年4月25日。
- 『小売経営戦略』同友館、1985年7月。（編著）
- 『日通総研選書；食品のマーケティング―食品流通の現実的課題―』日通総合研究所、1986年5月26日。
- 『90年代への流通戦略―ビジネスチャンスを探る17の視点―』日本能率協会、1986年8月1日。（未来マーケティング研究会と共に[編]；まえがき(1-5頁)、1章(14-25頁)、15章(192-204頁)を執筆。）
- 『生協の戦略―日本を変える流通巨人―』日本能率協会、1987年7月15日。
- 『かながわ生協の商品戦略』日本能率協会、1987年7月。
- 『農産物販売の新戦略』家の光協会、1988年5月。
- 『日通総研選書；非営利・公共事業のマーケティング―新たな社会システムへの展望―』白桃書房、1988年3月26日。
- 『日本企業の地球化戦略―世界の企業とキリンビール―』白桃書房、1989年5月19日。

- 『農産物の戦略的マーケティング』家の光協会、1990年5月。
- 『農業のマーケティングとCI戦略』全国農業改良普及協会、1991年11月20日。
- 『流通サービス産業の経営論』白桃書房、1991年11月6日。
- 『まちづくりマネジメント―公共マーケティングとサービスマーケティングの接点―』ぎょうせい、1992年9月1日。
- 『日通総研選書；新版 非営利・公共事業のマーケティング―ふるさと・生協・農協(JA)の活性化戦略―』白桃書房、1995年6月6日。
- 『ミクロ農業マーケティング―食生活の多様化と事業戦略―』白桃書房、1996年9月26日。
- 『ザ・テキスト 農業マーケティング』全国農業改良普及協会、1997年4月14日。
- 『アグロ・フード・マーケティング―食と農のマーケティング統合―』白桃書房、1999年5月16日。
- 『食品ロスの日本的課題』デーリィ・ジャパン社、1999年8月30日。（編著；「まえがき」(3-5頁)、「第1章 食品ロス統計の意味と取組の現状」(9-21頁)を執筆。）

- 『むら組織の事業戦略―新潟県黒川村の戦略マーケティング戦略―』白桃書房、2000年12月16日。
- 『マーケティング流通戦略―対立と解消―』白桃書房、2001年4月26日。（編著；まえがき、「第1部 第1章 戦略マーケティング戦略と流通政策」（1-24頁）、「第1部 第2章 流通戦略と消費者主権」（25-47頁）、「第2部 第7章 サービスの高まりと流通変革」（121-135頁）を執筆。）
- 『農業マーケティング論』全国農業協同組合中央会、2002年5月。
- 『農業経営のためのソリューション・マーケティング―理論と現実からの考え方―』全国農業改善普及協会、2003年3月1日。
- 『トレーサビリティ―食の安心・安全の社会システム―』白桃書房、2004年3月26日。（編著；まえがき、第1章～第2章、第4章～第7章、第9章、第11章を執筆。）
- 『ビジネス・モデルの再生―ディスマーケティングを問う―』白桃書房、2006年11月16日。
- 『農業マーケティングからディスマーケティングへ―転職五回の軌跡―』2007年12月8日。（自費出版）
- 『現代商業学』慶應義塾大学出版会、2010年11月5日。（編著；はしがき、「序章 商業の将来」（1-12頁）を執筆。）

### 共著
- 『加工食品流通』柴田書店、1982年4月25日。（林一雄と共著；まえがき、第1章～第7章、第9章を執筆。）
- 『ザ・サクセス 女性の起業戦略―マーケティング指南―』誠光堂新光社、1986年1月。（山本和子と共著）
- 『ゆうパック・宅配便と流通革命』白桃書房、1991年4月16日。（四條亨、原誠と共著）
- 『達人ブック26 こっそり読んで強くなるマーケティングのしくみ―これだけわかれば明日からのビジネスは違う!―』ダイヤモンド社、1996年9月20日。（(株)ビッグ・ペンと共・編著）
- 『食品知識ミニブックシリーズ；食商品学入門―焼きいもからグルメツアーまで』日本食糧新聞社、2003年7月23日（長尾精一と共著、日本フードスペシャリスト協会[編]；第Ⅰ部 2章(17-28頁)、3章(29-37頁)、7章(86-93頁)、8章(94-99頁)、9章(100-108頁)、10章(109-115頁)。）
  - のちに、『食商品学―焼きいもからグルメツアーまで』（日本食糧新聞社、2004年9月10日）として、新書本からA4書籍化された。
- 『マーケティング論概説』記録舎、2005年4月15日。（雨宮史卓と編書；まえがき、「第3章 マーケティングの新しい展開」（43-57頁）、「第4章 戦略マーケティング戦略の基本概念」（59-76頁）を執筆。）
- 『パッケージド・アグロフード・マーケティング―生産・販売履歴にみる安全・環境・ブランド化―』白桃書房、2009年3月26日（清野誠喜と共編著；まえがき、第1章「アグロフード・マーケティングとパッケージ」（1-23頁）を執筆。）

### 収録
- 茂木克二『実戦フィールド・マーケティング』誠光堂新光社、1983年1月。
- 世界の中の日本を考える会[編]『国際比較 ニッポンを診る―はたして日本は暮らしやすいか―』中央法規出版、1985年1月。
- 宇野政雄『最新マーケティング総論』実教出版、1985年4月。
- 高橋正郎、板倉勝高[監修]、全国農業協同組合中央会[編]『むらの挑戦―地域産業活性化戦略―』経済地理学会、1985年。
- 高橋正郎、全国農業協同組合中央会[編]『村を活かす―地域加工産業の新しい波』筑波書房、1985年10月。
- 日本消費経済研究所[編]『日経流通ブックス；「ふるさと食品」流通戦略』日本経済新聞出版社、1985年10月。
- 「第13章 フードシステムとマーケティング」(221-234頁)＜高橋正郎[監修]『フードシステム学全集;第1巻 フードシステム学の理論と体系』農林統計協会、2002年4月15日。＞
- 「食品産業の新展開と経営戦略の課題―食品ロスのグローバルな意味を考える―」＜『農と食とフードシステム』農林統計協会、2002年5月。＞
- 「第2章 農産物流通と加工食品流通」(25-43頁)、「第17章 HMR・HMSと食品マーケティングの今後」(331-349頁)、「第19章 アグロ・フード・マーケティング」(365-379頁)＜高橋正郎[監修]『フードシステム学全集;第3巻 食品流通の構造変動とフードシステム』農林統計協会、2004年10月16日＞
- 「第7章 持続可能なアグロ・フード・マーケティングのコンセプト」(121-155頁)＜日本大学商学部マーケティング研究会[編]『マーケティング・ソリューション』白桃書房、2001年11月16日。＞
- 「第Ⅳ章 e-マーケティングの現実と将来性」(79-94頁)＜渡辺好章[編著]『消費経済学体系;2 流通・マーケティング』、慶應義塾大学出版会、2005年10月25日。＞

### 翻訳
- 『マネジメント新書;45 プロダクト・マネジャー: 開発から販売までの新しい布陣』日本能率協会、1966年5月26日。（ゴードン・H.エバンス著；菊野恒夫と共訳）
  - 原書名：Gordon H. Evans (1946) , The Product Manager's Job <AMA research study;69>, American Management Association Inc..
- 『公共・非営利のマーケティング』白桃書房、1991年6月26日。（C.H.ラブロック、C.B.ウェインバーグ著；渡辺好章と共に監訳；監訳者まえがき、「第9章 プロダクト・オファリング（提供しうる製品概念）」(227-247頁)、「第10章 製品の追加，改良および削除」(249-277頁)を執筆。）※原書第2版の翻訳本である。
  - 原書名：C.H.Lovelock & C.B.Weinberg, PUBLIC & NONPROFIT MARKETING 2nd,Scientific Press, 1989年6月。
    - Christopher H.Lovelock & Charles B.Weinberg, PUBLIC & NONPROFIT MARKETING, John Weley & Sons Inc.,1984年4月11日。
- 『消費者サービスと地元経済開発―イギリス経済再生の実証―』白桃書房、1999年1月26日。（コリン C. ウィリアムズ著；監訳）
  - 原書名：Colin C.Williams, Consumer Services and Economic Development, Routledge, 1997年4月17日。